# Lago Sinoe
El lago Sinoe (en rumano: Lacul Sinoe) es una laguna en la Dobruja septentrional, Rumanía, cercana al mar Negro. Su nombre deriva del eslavo (lago azul). Las ruinas de la antigua colonia griega de Istros se encuentra en la orilla del lago.